# Jeremias II van Constantinopel

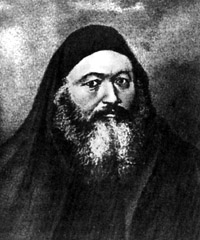
Jeremias II

Jeremias II (Grieks: Ιερεμίας Β΄) (Anchialus, 1536 - Constantinopel, 1595) was patriarch van Constantinopel van 1572 tot 1579, van 1580 tot 1584 en van 1586 tot 1595.
Jeremias II werd geboren in het Bulgaarse plaatsje Anchialus, thans Pomorie bij de Zwarte Zee. Hij was afkomstig uit een vrome en invloedrijke familie. Wellicht studeerde hij aan de patriarchale academie van Constantinopel.
Op zijn zesendertigste werd Jeremias II tot patriarch verkozen. Als primaat van de orthodoxe kerk omgaf hij zich met geleerden, die bekend waren met de Griekse en Latijnse denkers. Hij stichtte als eerste een uitgeverij in Constantinopel. Tijdens zijn ambt vonden ook de eerste dialogen plaats met de lutherse kerk.